# Hernando Morales Molina
Hernando Morales Molina (La Mesa, 25 de marzo de 1914-Bogotá, 12 de marzo de 1997) fue un abogado procesalista, docctrinante jurídico, educador, político y diplomático colombiano.
Egresado de la Universidad Externado de Colombiafue miembro fundador y Presidente del Instituto Colombiano de Derecho Procesal, Icdp.
Se desempeñó como Magistrado de la Corte Suprema de Justicia de la sala de casación civil, Rector de la Universidad Nacional y Decano de la Facultad de Derecho de la misma Universidad, Gobernador del Departamento de Cundinamarca, Embajador Plenipotenciario en las Negociaciones del Tratado del Tribunal Andino de Justicia, Presidente de la UDUAL y de la Asociación Colombiana de Universidades, Miembro Honorario del Instituto Español de Derecho Procesal y del Instituto de Derecho Procesal de la Facultad de la Universidad de Buenos Aires, vicepresidente de la confederación de Abogados de los Países Andinos, condecorado con la Orden del Mérito del Ecuador. 
También se desempeñó como Presidente de la Academia Colombiana de Jurisprudencia y Presidente de la Corporación Nacional de Abogados. Ejerció su papel como formador de juventudes como Profesor Titular de la Universidad Nacional, Profesor Titular de la Universidad Externado de Colombia, Profesor Emérito de la Universidad de Rosario y Director de la Escuela de Especialización en Derecho Procesal en la Universidad del Rosario. Sus obras principales son: Curso de Derecho Procesal Civil y Técnica de Casación Civil.
La primera sede del Banco de Bogotá, lleva actualmente su nombre cuando se cambió su destinación a sede judicial.